# تولوویخو
تولوویخو (انگلیسی: Toluviejo) نام شهری در کشور کلمبیا است.